# Le Dernier Homme (Grainville)
Pour les articles homonymes, voir Le Dernier Homme.
Le Dernier Homme est un roman fantastique de Jean-Baptiste Cousin de Grainville paru à Paris chez Déterville en 1805, 2 vol. in-12.
Exemple précoce de littérature de science-fiction-fantastique et post-apocalyptique qui met en scène Omegare, le dernier survivant de l’humanité sur une terre stérile et mourante, le poème en prose du Dernier Homme a été présenté par son éditeur comme conçu par Grainville à l’âge de seize ans. Plein des beautés du poème du Paradis perdu de Milton dont il venait d’achever la lecture, les émotions que lui causaient les descriptions qu’il renferme aurait électrisé le jeune auteur qui aurait conçu l’idée d’opposer, selon les termes de Charles Nodier, « la décadence et les infirmités d’un monde décrépit, les funestes amours des derniers descendants de l’humanité aux beaux jours de la terre naissante et aux délices du paradis terrestre, et la fin de toutes choses à leur commencement » Ceci supposerait que bien avant 1780, Grainville aurait imaginé de faire voyager son héros à travers les airs et prédit l’invention des aérostats. De même, plusieurs passages, entre autres celui où le dernier homme reconnaît, au milieu des ruines du monde, les débris d’une statue d’un chef trop fameux, montrent que Grainville a bien plutôt composé sa fiction lors de l’institution du Premier Empire.

## Réception
La première édition du Dernier Homme parut grâce à l’entremise de son compatriote Bernardin de Saint-Pierre qui, frappé des situations qu’offrait le Dernier Homme, engagea le libraire Déterville à le publier. Celle-ci s’écoula, aux dires de l’éditeur, très obscurément sans être remarquée d’un seul journaliste ou homme de lettres. Il fallut l’intervention de Sir Herbert Croft, qui témoigna d’un véritable enthousiasme pour l’auteur du Dernier Homme pour que Nodier en entame une seconde édition en deux volumes in-12, en mai 1811 qui, lorsqu’elle parut, fut accueillie par la critique comme d’une grande et étonnante conception d’esprit.

## Le sujet
L’ouvrage, qui traite un sujet absolument neuf en finissant précisément lorsque le dernier des hommes rend le dernier soupir, possède un titre qui annonce le dénouement du plus grand de tous les drames. L’auteur suppose que le grand architecte de l’univers a déterminé l’époque où la Terre devait finir ; c’est le moment où, devenu stérile, le globe n’offrira plus qu’un petit nombre d’hommes languissants, épuisés et privés de la faculté de se reproduire. Cette époque étant arrivée, il reste cependant encore deux individus à avoir conservé cette faculté, mais l’un existe en Europe, et l’autre en Amérique. Il s’agit de les réunir. Le génie de la terre, Ormus, dont le sort est de périr avec elle, doit éloigner, autant qu’il le peut, cette destruction, et trouver les moyens d’opérer la réunion des deux êtres seuls capables de perpétuer le genre humain.

## L’histoire
L’histoire commence près des ruines de Palmyre où se trouve un antre appelé la Caverne de la Mort. Lorsque le narrateur s’y hasarde, ses yeux sont frappés d’une foule de merveilles, et un esprit invisible lui fait voir dans des miroirs magiques le dernier homme, qui porte le nom significatif d’Omegare, et sa compagne Syderie. « Le dernier homme, dit l’être surnaturel, manquera d’une postérité qui le connaisse et qui l’admire. Je veux qu’avant de naître il vive dans la mémoire. Célèbre ses combats et sa victoire sur lui-même ; dis quelles peines il souffrira pour abréger les maux du genre humain, terminer le règne du temps et hâter le jour des récompenses éternelles attendu par les justes révéla aux hommes cette histoire digne de leur être racontée.
L’union entre les deux êtres a lieu, mais Adam, qui habitait depuis le commencement des siècles dans une île où le ciel le condamnait à voir tous les hommes coupables entrer dans les enfers : c’était la punition de sa faute. Un ange le retire de ce séjour funeste et le transporte sur la terre où l’Éternel lui confie la mission d’obtenir, sans employer d’autre moyen que l’éloquence et la persuasion, le sacrifice le plus pénible du dernier de ses enfants, celui de renoncer à sa bien-aimée. Le motif du sacrifice de ce dernier couple en qui repose l’espoir de la terre est qu’il naîtrait d’Omégare et de Siderie la race la plus coupable que la terre eût portée jusqu’alors.
Lorsqu’il revoit la terre, le père de l’humanité ne peut en considérer la décadence sans ressentir de douleur. Après s’être lamenté sur le sort du monde, il se tait comme frappé par de grandes pensées qui l’occupent, avant de rendre hommage au Créateur comme seul être dans l’Univers. S’avançant vers la demeure d’Omégare, il le trouve avec sa compagne, plongés tous les deux dans une sombre mélancolie. Omégare raconte son histoire. Issu du sang royal, il vit le jour à une époque où, depuis vingt ans, l’hymen n’était plus fécond, où les hommes arrivaient au terme de leur course sans être suivis d’une jeune postérité qui dut les remplacer. Sa naissance fut un phénomène. On accourut des extrémités de l’Europe pour voir l’homme enfant, son père le prit dans ses bras en s’écriant : le genre humain vit encore ! Mais cet espoir fut de courte durée lorsque Omégare resta le fils unique de la vieillesse des Européens et de leur fécondité.
Le génie de la terre, qui a le plus grand intérêt à voir l’espèce humaine se reproduire car l’Éternel a lié son destin à celui de la terre, apparaît à Omégare pour lui dire qu’il n’existe plus qu’une femme féconde. Il l’envoie trouver Idamas qui est le seul à pouvoir lui indiquer le séjour habité par cette femme. Idamas fait les préparatifs d’un long voyage qui sera effectué à bord d’un vaisseau aérien où Omégare s’embarque avec Idamas pour aller au Brésil chercher la femme qui lui est destinée. Idamas raconte que Philantor trouva le secret de prolonger les jours de l’homme et de rajeunir la vieillesse mais, craignant que la terre ne pût nourrir l’immense population qui la couvrirait, il calcula les forces de la nature et reconnut que l’espace de la vie humaine avait été réglé par l’Éternel sur la grandeur du globe et la fécondité de ses habitants. Cette triste certitude acquise, il jura de taire un secret qui ne pouvait avoir que de funestes résultats.
La fertilité de la terre s’épuisant par degrés, Ormus ranime le courage des hommes réduits au désespoir en leur proposant de s’emparer du lit des fleuves et de faire la conquête de l’Océan. Il forme lui-même le plan de cette conquête, fait construire des digues mobiles et, lorsqu’il craint d’être abandonné par les hommes que les fatigues toujours renaissantes pouvaient décourager, il ne cesse de les animer par ces discours leur rappelant qu’ils auront la gloire d’être les créateurs de leur propre environnement. Les efforts de tous les hommes réunis pour combattre corps à corps la masse énorme du plus indomptable des éléments, finissent par s’avérer stériles et les travaux devenus inutiles sont abandonnés. Le soleil s’étant refroidi, les habitants du nord de la terre l’ont quitté pour rejoindre les climats plus cléments du Brésil où a été construite la ville du soleil qui, riche des débris des deux mondes, a hérité de l’univers.
Arrivés au Brésil, Omégare et Idamas y trouvent Syderie, la seule femme féconde qui reste encore parmi les hommes. En dépit des présages les plus funestes, son union avec Omégare a lieu, mais les habitants de la ville du soleil en sont tellement effrayés que, pour éviter leurs menaces, les voyageurs remontent dans leur globe aérien et reprennent le chemin de l’Europe. Après leur retour, Adam se présente devant Omégare. Après avoir écouté son récit, il lui faut désormais le séparer de Syderie qui ne pourrait survivre à cette séparation. Comme tout autre moyen que la persuasion lui est défendu, Adam lui peint, pour parvenir à ses fins, les malheurs réservés à sa descendance. Il lui trace le tableau des souffrances qu’il endure lorsqu’il doit assister au spectacle des hommes précipités dans les enfers par la justice divine. Omégare finit par se rend aux raisons d’Adam et à faire l’hommage de son sacrifice au seul être qui peut en donner la récompense, mais, Ormus, le génie de la terre continue de veiller à sa conservation et il envoie au dernier homme des songes gracieux afin de l’empêcher de consommer le sacrifice qu’on exige de lui. Mais déjà le dernier jour de la terre s’annonce. À ce spectacle effroyable, le génie de la terre, qui sait ne pouvoir lui survivre, se livre au plus affreux désespoir tandis qu’Omégare, oppressé de terreur, préfère se donner la mort.

## Postérité
Le Dernier Homme a inspiré trois autres écrits :
- Le Dernier Homme, poème imité de Grainville, par Auguste Creuzé de Lesser (1832), qui décrit notamment des cités aériennes et la tentative des hommes pour quitter leur planète
- L’Unitéide ou la Femme messie, par Paulin Gagne (1858)
- Omégar ou le Dernier Homme, par Élise Gagne (1859)

Dans son roman d'anticipation, La Fin du monde (1894), Camille Flammarion nomme le personnage principal du nom d'Omégar en hommage à l'œuvre de Grainville.
La Mort de la Terre, de Rosny aîné rappelle énormément l'écrit de Grainville (on y ignore si Rosny connaissait l'écrit de Grainville). En outre, l'action semble se dérouler à une époque beaucoup plus avancée.
On peut y voir une préfiguration du Cycle de la Terre mourante de Jack Vance, de par les thèmes et l'atmosphère se dégageant de l'œuvre.

## Sources
- Mercure de France, vol. 46, 1811, p. 585-96.